# کمیته ملی المپیک سنگاپور
کمیته ملی المپیک سنگاپور (انگلیسی: Singapore National Olympic Council) یک سازمان ورزشی است که نماینده کشور سنگاپور در کمیته بین‌المللی المپیک می‌باشد.
این سازمان که در سال ۱۹۴۷ تاسیس شده مسئول آماده‌سازی و اعزام ورزشکاران به بازی‌های المپیک، بازی‌های المپیک جوانان و بازی‌های آسیایی است. 